# ホロアル・スティエルネン
ホロアル・スティエルネン（Hroar Stjernen、1961年2月11日 - ）はノルウェーの元スキージャンプ選手、指導者である。選手として1980年代に活躍し、のちにはノルウェーナショナルチーム監督も務めた。息子のアンドレアス・スティエルネンも元スキージャンパーである。

## プロフィール
1984年1月21日の札幌でスキージャンプ・ワールドカップにデビュー、7位となった。
翌1984-1985シーズンのスキージャンプ週間第4戦ビショフスホーフェンでワールドカップ初勝利、
1985年ノルディックスキー世界選手権では90m級10位、70m級36位となり、ワールドカップの総合では13位となった。
1986-1987シーズンがベストシーズンで、1987年ノルディックスキー世界選手権では90m級38位、団体戦銀メダル、70m級4位、ワールドカップでは2位3回を含む15回の一桁順位入りで総合5位と安定した成績を残した。
現役引退後はナショナルチームのコーチ・監督を務めたが成績不振を極めた2002年のジャンプ週間後休養してラドヴィック・ザイチが代行、シーズン終了後、後任には、フィンランドのミカ・コヨンコスキが就いた。
その後FISの競技技術代表を務めている。